# گرداب انقراض
گرداب‌های انقراض (به انگلیسی: Extinction vortex)، دسته‌ای از مدل‌ها هستند که از طریق آن زیست‌شناسان حفاظت، ژنتیک‌شناسان و بوم‌شناسان می‌توانند پویایی انقراض‌ها را درک کرده و دربارهٔ زمینه علل آنها دسته‌بندی کنند. این مدل رخدادهایی را نشان می‌دهد که در نهایت باعث می‌شود جمعیت‌های کوچک به‌طور فزاینده‌ای آسیب‌پذیرتر شوند، زیرا آنها به سمت انقراض حرکت می‌کنند. در سال ۱۹۸۶ توسط ME Gilpin و ME Soulé توسعه داده شد و اکنون چهار رده از گرداب‌های انقراض وجود دارد. دو مورد اول (R و D) به عوامل محیطی می‌پردازند که بر روی اکوسیستم یا سطح جامعه تأثیر می‌گذارند، مانند آشفتگی، آلودگی، نابودی زیستگاه و غیره، در حالی که دو مورد دوم (F و A) با عوامل ژنتیکی مانند افسردگی همخونی و افسردگی همزاد، رانش ژنتیکی و عوامل دیگر سروکار دارند.